# Josep Riera i Borrell
Josep Riera i Borrell (Montclar d'Urgell, 16 de juliol de 1903 - Mauthausen-Gusen, 6 d'octubre de 1943). Es va exilià a frança al final de la guerra civil espanyola, on va estar al camp de concentració de Sant Cebrià de Rosselló. L'exèrcit nazi el va fer presoner durant la invasió de França i va estar a la presó de Frontstalag a Belfort, França i posteriorment a la presó de Stalag a Altengrabow, Alemania. El 3 de novembre de 1941 Va ser deportat al camp d'extermini de Mauthausen-Gusen,Àustria, on li assignaren la matrícula 3253 i on fou assassinat el 16 de juliol de 1942. En el camp de concentració de Mauthausen-Gusen es conserva la seva fotografia amb la frase "Morí a Mauthausen per la llibertat de Catalunya i dels homes".